# The Hard Way (1943)
The Hard Way is een Amerikaanse muziekfilm uit 1943 onder regie van Vincent Sherman.

## Verhaal
Helen Chernen overreedt haar getalenteerde zus Katie om te trouwen met de oudere zanger Albert Runkel. Zo willen ze allebei ontsnappen aan de armoede van het fabrieksstadje waar ze zijn opgegroeid. Zijn vriend Paul Collins doorziet het plannetje en hij tracht tevergeefs om de vrouwen te stoppen. Helen blijft de carrière van haar jongere zus sturen, zodat ze een ster wordt op Broadway. Albert pleegt zelfmoord, omdat zijn zangcarrière hopeloos vastgelopen is. Later wordt Katie verliefd op Paul, die intussen een succesvolle orkestleider is geworden.

## Rolverdeling
| Acteur        | Personage     |
| ------------- | ------------- |
| Ida Lupino    | Helen Chernen |
| Dennis Morgan | Paul Collins  |
| Joan Leslie   | Katie Blaine  |
| Jack Carson   | Albert Runkel |
| Gladys George | Lily Emery    |
| Faye Emerson  | Serveerster   |
| Paul Cavanagh | Jack Shagrue  |